# Bogatynia (stacja kolejowa)
Bogatynia – nieczynna stacja kolejowa w Bogatyni, w województwie dolnośląskim, w Polsce.